# Chester Beatty II
Chester Beatty II oznaczany symbolem {\displaystyle {\mathfrak {P}}^{46}} (Gregory-Aland) – wczesny rękopis papirusowy Nowego Testamentu spisany w formie kodeksu. Nazwa Chester Beatty II pochodzi od amerykańskiego inżyniera i przemysłowca Chestera Beatty’ego (1875–1968), który w 1931 roku zakupił ten kodeks w Egipcie. Wraz z innymi rękopisami tworzy kolekcję Chester Beatty. Przechowywany jest w Dublinie w Chester Beatty Library (BP II) i Ann Arbor (Univ. of Michigan, Inv. 6238). Rękopis spοrządzony został przez profesjonalnego skrybę, pomimo tego zawiera wiele błędów.

## Opis
Zawiera Listy Pawła (niekompletne), bez Listów pasterskich, na 86 kartach (pierwotnie było ich 104), o wymiarach 21,5–23 na 13,5–15,2 cm; kolejność ksiąg: Rz (brak 16, 1–24), Hbr, 1 Kor, 2 Kor, Ef, Gal, Flp, Kol, 1 Tes.
| Folio         | Zawiera                                                                          | Miejsce |
| ------------- | -------------------------------------------------------------------------------- | ------- |
| 1–7           | Rzymian 1:1–5:17                                                                 | Brak    |
| 8             | Rzymian 5:17–6:14                                                                | CB      |
| 9–10          | Rzymian 6:14–8:15                                                                | Brak    |
| 11–15         | Rzymian 8:15–11:35                                                               | CB      |
| 16–17         | Rzymian 11:35–14:8                                                               | Mich.   |
| 18 (fragment) | Rzymian 14:9–15:11                                                               | CB      |
| 19–28         | Rzymian 15:11 – Hebrajczyków 8:8                                                 | Mich.   |
| 29            | Hebrajczyków 8:9–9:10                                                            | CB      |
| 30            | Hebrajczyków 9:10–26                                                             | Mich.   |
| 31–39         | Hebrajczyków 9:26 – 1 Koryntian 2:3                                              | CB      |
| 40            | 1 Koryntian 2:3–3:5                                                              | Mich.   |
| 41–69         | 1 Koryntian 3:6 – 2 Koryntian 9:7                                                | CB      |
| 70–85         | 2 Koryntian 9:7 – do końca, Efezjan, Galacjan 1:1–6:10                           | Mich.   |
| 86–94         | Galacjan 6:10 – do końca, Filipian, Kolosan, 1 Tesaloniczan 1:1–2:3              | CB      |
| 95–96         | 1 Tesaloniczan 2:3–5:5                                                           | Brak    |
| 97 (fragment) | 1 Tesaloniczan 5:5, 23–28                                                        | CB      |
| 98–104        | 1 Tesaloniczan 5:28-2 Tesaloniczan, 1 Tymoteusza, 2 Tymoteusza, Tytusa, Filemona | Brak    |

Okazjonalnie stosuje przydech mocny (spiritus asper). Zawiera wiele korekt.
Rękopis sporządzony został przez profesjonalnego skrybę.
Jest najstarszym zbiorem Listów Pawła i jednym z najstarszych istniejących kodeksów.
Rękopis pochodzi z Fajjum albo z ruin kościoła bądź klasztoru w pobliżu starożytnej wsi Afroditopolis.

## Datowanie
Frederick G. Kenyon datował rękopis na I połowę III wieku. Datował tak głównie w oparciu o analizę stychometrycznych not zamieszczonych na końcu Listów. Ulrich Wilcken, wierzył, że kodeks powstał w II wieku i był zdania, że należy go datować na ok. 200 rok. Ocena Wilckena bazowała jednak na analizie jednej tylko karty kodeksu. Hans Gerstinger również był przekonany, że rękopis należy do II wieku.
Young Kyu Kim datę powstania odniósł do czasów panowania Domicjana (81–96), ponieważ jego zdaniem kształty liter są podobne do rękopisów z I wieku i początku II, a noty korektorskie uczynione przez inną rękę, zdaniem Kima późniejszą, są charakterystyczne dla II wieku (jako przykład podał και). Philip W. Comfort kontrargumentował, że większość rękopisów z I wieku ma pewne podobieństwa do {\displaystyle {\mathfrak {P}}^{46},} ale tylko część ich liter jest identyczna, nie wszystkie. To, co Kim nazywał identyczną formą, jest tylko wcześniejszą formą tego, co w przypadku {\displaystyle {\mathfrak {P}}^{46}} było formą późniejszą. Dodatkowym powodem na późniejsze datowanie kodeksu jest to, że odkryty został wraz z innymi rękopisami, które nie mogą być datowane na I wiek. Comfort datował go na połowę II wieku. Datowany jest przez INTF na około 200 rok.

## Tekst
Przekazuje tekst proto-aleksandryjski, wykazujący bliskie podobieństwo do Kodeksu Watykańskiego, w odróżnieniu od głównej grupy kodeksów reprezentujących tekst aleksandryjski: Kodeksu Synajskiego, Kodeksu Aleksandryjskiego, Kodeksu Efrema, 33, 81 i innych. W tekście Listu do Rzymian występuje szereg lekcji zachodnich. Aland zaliczył go do Kategorii I.
Błędy skryby
Pomimo iż został sporządzony przez profesjonalnego skrybę zawiera wiele błędów. Tylko część z nich została poprawiona przez późniejszego korektora. Liczba błędów staje się szczególnie wielka od 5. rozdziału Listu do Hebrajczyków:
Hbr 5,6 ιερευς ] επευξ
Hbr 6,1 θεμελιοτητα ] τελειοτητα
Hbr 6,9 λαλουμεν ] ελαβομεν
Hbr 7,1 Σαλημ ] Σαμουηλ
Hbr 8,5 γαρ ] γρα
Hbr 8,11 εκαστος ] ετερος
Hbr 9,3 αγια ] ανα
Hbr 9,22 αιματι ] νεκρω
Hbr 10,24 εις ] εκ
Warianty tekstowe
Rzymian 16,15 jako jedyny rękopis przekazuje wariant Βηρεα και Αουλιαν zamiast Ιουλιαν, Νηρεα.
1 Koryntian 2,4 – πειθοις σοφιας λογοις ] πειθοις σοφιας
1 Koryntian 12,9 – εν τω ενι πνευματι ] εν τω πνευματι.
1 Koryntian 15,47 – δευτερος ανθρωπος ] δευτερος ανθρωπος πνευματικος
2 Koryntian 1,10 – τηλικουτου θανατου ] τηλικουτων θανατων
Galacjan 6,2 – αναπληρωσατε ] αποπληρωσετε
Efezjan 4,16 – κατ ενεργειας ] και ενεργειας.
Efezjan 6,12 – αρχας προς τας εξουσιας ] μεθοδιας